# 费拉多萨
费拉多萨是葡萄牙布拉干萨区的一个堂区。总面积14.32平方公里，总人口242人，人口密度16.9人/平方公里。